# Slingsby Petrel
Lo Slingsby T.13 Petrel era un aliante da competizione britannico costruito dall'azienda britannica Slingsby Sailplanes in epoca immediatamente antecedente la seconda guerra mondiale.

## Sviluppo
Lo Slingsby Petrel è stato uno sviluppo del tedesco Schleicher Rhönadler progettato da Hans Jacobs. Era un aliante ad alte prestazioni monoposto con apertura alare di poco inferiore ai 18 metri, costruito in legno rivestimento misto in compensato e tessuto. Aveva ala a sbalzo, a gabbiano, per altro con diedro poco pronunciato. Le ali erano dritte, con bordo d'uscita rastremato fino a formare estremità sottili ma arrotondate; non erano presenti flap né aerofreni.
La fusoliera aveva il suo diametro massimo vicino alla prua, dove la lunga cappottatura si fondeva agevolmente, terminando al bordo dell'ala. Dietro le ali il diametro della fusoliera si riduceva in uno snello terminale coda. L'impennaggio era di tipo classico con piano orizzontale di dimensioni ridotte mentre il piano verticale era di dimensioni più generose. Gli equilibratori erano affusolati, e smussati per consentire il movimento del timone.
Il carrello d'atterraggio consisteva solo in un pattino principale esteso sotto la parte anteriore della cabina di pilotaggio mentre in coda era presente più un paracolpi nella zona inferiore.